# Itır Esen
Itır Esen (* 17. Dezember 1957 in Istanbul) ist eine türkische Schauspielerin.

## Leben und Karriere
Esen wurde in Istanbul geboren. Ihr Vater ist der Schauspieler Hayri Esen. Ihr Debüt gab sie 1975 in der Fernsehserie Aşk-ı Memnu. Im selben Jahr trat sie auch in dem Film Bizim Aile auf. Anschließend war sie in den Filmen Aile Şerefi und Gülen Gözler zu sehen.
In den 1980er Jahren zog sich Esen aus dem Schauspielgeschäft zurück, nachdem sie den Regisseur Yavuz Turgul heiratete. Sie kehrte jedoch Anfang der 2000er zurück. Ihre jüngsten Projekte umfassen Rollen in der Serie Kırmızı Oda und Der Vogel und die Löwin.

## Filmografie (Auswahl)
Filme
- 1975: Bizim Aile
- 1975: Gençlik Köprüsü
- 1976: Aile Şerefi
- 1977: Cennetin Çocukları
- 1978: Rezil
- 2006: Sis ve Gece
- 2006: Sınav
- 2009: Güneşi Gördüm
- 2013: Benimle Oynar Mısın
- 2009: Annem

Serien
- 1975: Aşk-ı Memnu
- 2001: Yeditepe İstanbul
- 2006: Arka Sokaklar
- 2010: Deli Saraylı
- 2015: Gamsız Hayat
- 2016: Kördüğüm
- 2017: Bir Deli Sevda
- 2020: Zümrüdüanka
- 2021: Kırmızı Oda
- 2023: Der Vogel und die Löwin